# Florencio Sarasíbar
Florencio Avelino Sarasíbar (Rosario, 10 novembre 1895 – 11 ottobre 1972) è stato un calciatore argentino, di ruolo difensore.

## Caratteristiche tecniche
Giocava come difensore sinistro, ma durante il suo periodo al Rosario Central fu anche interno sinistro.

## Palmarès

### Club

#### Competizioni nazionali
- Copa Intendente Nicasio Vila: 3

Rosario Central: 1919, 1923, 1927
- Copa de Competencia Jockey Club: 1

Rosario Central: 1920